# Bukowiec (gmina Brójce)
Bukowiec – wieś w Polsce, położona w województwie łódzkim, w powiecie łódzkim wschodnim, w gminie Brójce.

## Integralne części wsi
| SIMC    | Nazwa          | Rodzaj    |
| ------- | -------------- | --------- |
| 0413185 | Bukowiec Dolny | część wsi |
| 0413191 | Bukowiec Duży  | część wsi |
| 0413200 | Bukowiec Mały  | część wsi |

## Historia
Wieś Bukowiec (gm. Brójce, pow. łódzki wschodni) założona została w 1803 roku przez osadników niemieckich z Badenii i Wirtembergii. W czerwcu 1803 roku mieszkańcami były rodziny: Richter, Geisler, Seefried, Seiffert, Renner, Hartenberger, Seeger, Bauer, Roth, Kühler, Rohrer, Martels, Münch, Himmel, Haag.
Nowa osada otrzymała nazwę Königsbach od miejscowości, z której pochodzili jej założyciele. Przenoszenie nazw wsi, z których pochodzili koloniści na nowo powstałe wsie było typowym działaniem niemieckich osiedleńców w Królestwie Polskim. W 1820 roku władze zmieniły odgórnie nazwę wsi na Bukowiec, ale zapewne jej mieszkańcy do końca istnienia niemieckiego Bukowca używali nazwy Königsbach, zwłaszcza że Bukowiec był bardzo hermetycznie zamkniętą wsią. O narodowościowej homogeniczności osady świadczy najlepiej fakt, że jedynie dwa polskie gospodarstwa, jakie istniały w Bukowcu powstały na krótko przed rokiem 1939 i leżały w pewnym oddaleniu od zasadniczej wsi.
W roku 1920 w wojnie polsko-bolszewickiej zginął wcielony do armii polskiej mieszkaniec wsi  Johann Rau. W okresie międzywojennym w miesiącach letnich mieszkańcy trudnili się wynajem pokoi wczasowiczom z Łodzi.
Po I wojnie światowej pod przewodnictwem dyrektora szkoły Adama Felkera, przystąpiono do odbudowy zniszczonej w grudniu 1914 roku miejscowości. Jego syn, Hermann, jako Świadek Jehowy w roku 1940 ze względu na swoje przekonania religijne odmówił służby w Wehrmachcie. Wraz z żoną Else, w zamian za uwolnienie z obozu koncentracyjnego odmówili wyrzeczenia się swojej wiary. Według nazistów oboje zmarli 9 września 1942 roku na chorobę serca.
Pozostałością po niemieckiej przeszłości jest cmentarz ewangelicki. W 2009 roku, po latach dewastacji, rozpoczęła się akcja jego porządkowania.

## Współczesność
Bukowiec to najludniejsza wieś gminy Brójce. Jest miejscowością letniskową, położoną ponad doliną Miazgi, która stanowi jej wschodnią granicę. Znajduje się między dwoma kompleksami leśnymi: Wiśniowej Góry na zachodzie, a Gałkowa na wschodzie.
Wieś ma charakter wielodrożnicy i jej części położone są następująco:
- Bukowiec Dolny – położony równolegle do rzeki.
- Bukowiec Górny (Duży) – położony prostopadle do rzeki i ulicy Rokicińskiej
- Bukowiec Mały – okolice ulicy Małej

Znajduje się przy ważnym węźle komunikacyjnym z Łodzi w kierunku Tomaszowa Mazowieckiego. Wieś zamieszkuje 2667 osób. W Bukowcu znajduje się wielofunkcyjny stadion sportowy z częściowo zadaszoną trybuną służący całej gminie. Inne obiekty we wsi to przedsiębiorstwo Intap produkujące fotele do autobusów, pojazdów specjalnych, dom weselny Malibu, restauracja Szachulec, Instytut Badawczy OKB (Ośrodka Konstrukcyjno-Badawczego) oraz magazyny BSH.
Na terenie wsi znajduje się też Zespół Szkolno-Przedszkolny im. Mikołaja Kopernika oraz działające od 2010 roku Obserwatorium Astronomiczne im. Papieża Sylwestra II. 
W latach 1975–1998 miejscowość należała administracyjnie do ówczesnego województwa łódzkiego.